# Avenue Charles-de-Gaulle (Neuilly-sur-Seine)
Pour les articles homonymes, voir Avenue Charles-de-Gaulle.
L'avenue Charles-de-Gaulle traverse la ville de Neuilly-sur-Seine et correspond à un tronçon de la route nationale 13.

## Situation et accès
L'avenue Charles-de-Gaulle prolonge l'axe historique parisien qui s'étend de l'ancien palais des Tuileries à la Porte Maillot et se termine au pont de Neuilly.
Constituant l'un des segments de l'axe majeur qui relie Paris et La Défense, elle est parcourue par un flux automobile quotidien de 160 000 véhicules.

### Aménagement
Elle est partiellement enfouie, à la sortie de Neuilly-sur-Seine, sur une longueur de 440 m, depuis l'achèvement de la couverture Madrid en 1992.
La couverture du segment principal, long de 1 400 m, fait l'objet d'un débat depuis 2006.

## Origine du nom

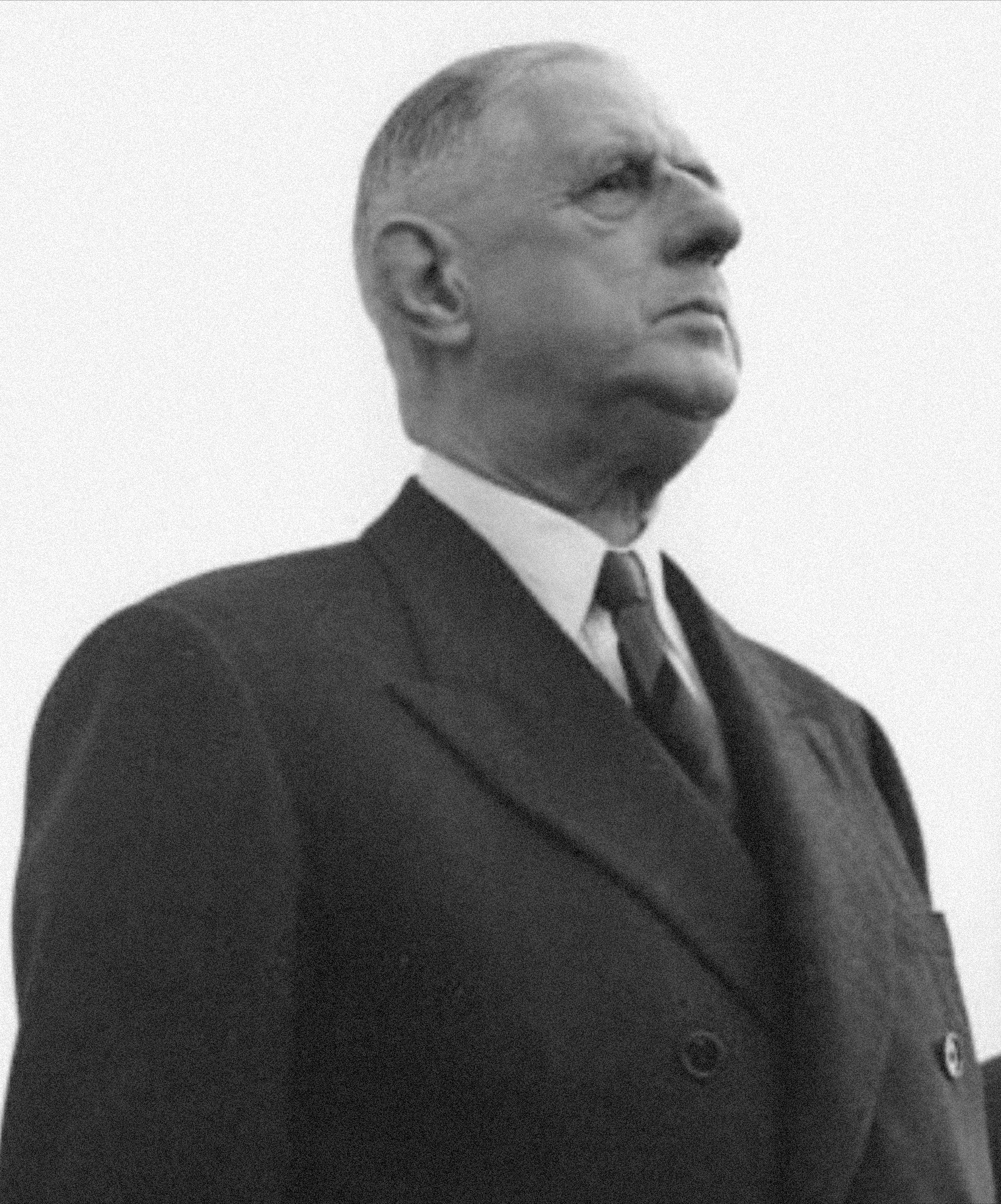
Charles de Gaulle en 1961.

Cette voie a été nommée en l'honneur de Charles de Gaulle (1890-1970), général, chef de la France libre et président de la République française de 1959 à 1969.

## Historique
Son nom historique (jusqu'en 1971, encore localement d'usage courant) est avenue de Neuilly, cas rare de voie portant le nom de la commune sur laquelle elle se trouve.
Dans la première partie des années 2020, l'avenue est réaménagée : davantage végétalisée et ouverte aux mobilités douces. La construction d'une vingtaine de « folies » est prévue le long de l'avenue, des pavillons accueillant entreprises, marques de luxe, musées et institutions publiques.

## Bâtiments remarquables et lieux de mémoire
- no 24 : siège de UGC.
- no 30 : siège de Gaumont.
- no 66, au croisement avec la rue Louis-Philippe : ancienne poste construite par l'architecte Paul Bessine en 1932. L'immeuble est de style Art déco. À l'origine, la poste proprement dite se trouve au rez-de-chaussée, le central téléphonique aux étages supérieurs, le dernier étant occupé par des logements de fonction. En 2006, des travaux ont lieu pour transformer l'immeuble en bureaux, même si une agence postale réduite subsiste rue Louis-Philippe. Le fronton où est inscrit « Postes Télégraphes Téléphones - Chèques postaux - Caisse nationale d'épargne » a été conservé[7].
- no 56 : siège de RTL, RTL2 et Fun Radio.
- no 89 : siège de M6.
- no 107 : siège de M6 Publicité.
- no 115-123 : siège de Warner Bros. Discovery France.
- no 143 : dans les années 1960, bureaux du producteur de musique Eddie Barclay[8].
- no 153 bis : siège de la Fondation du patrimoine.
- no 158 : église Saint-Jean-Baptiste.
- no 225 : siège de la SACEM.

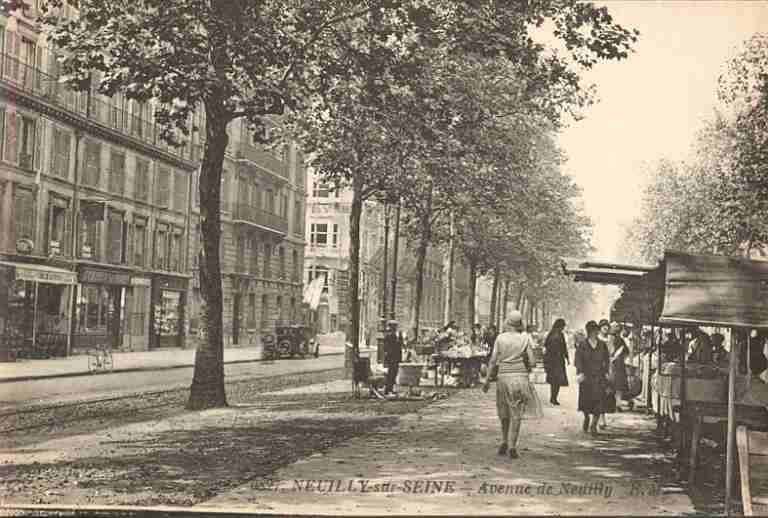
Contre-allée vers 1930.
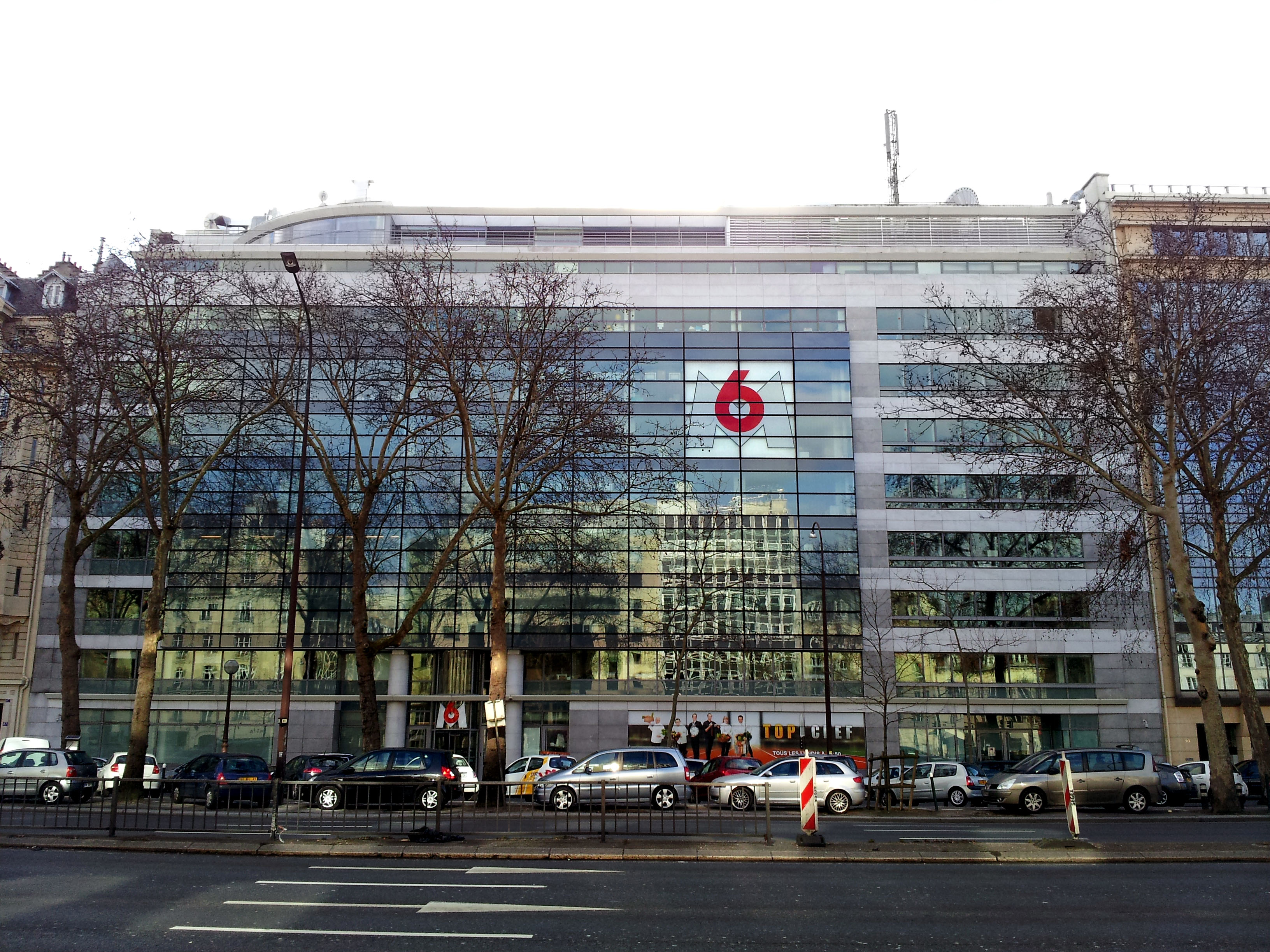
Siège de M6.
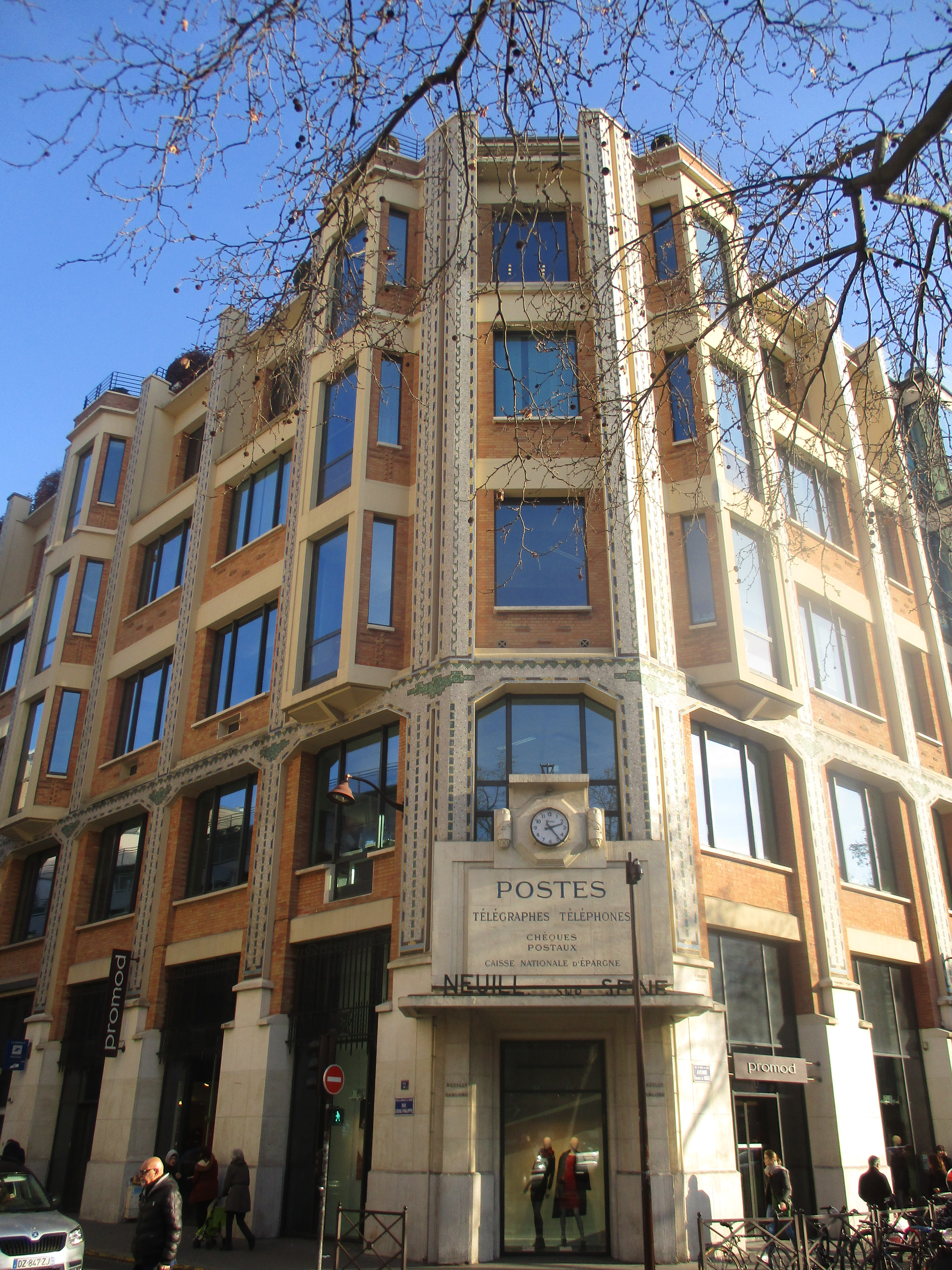
L'ancienne poste.
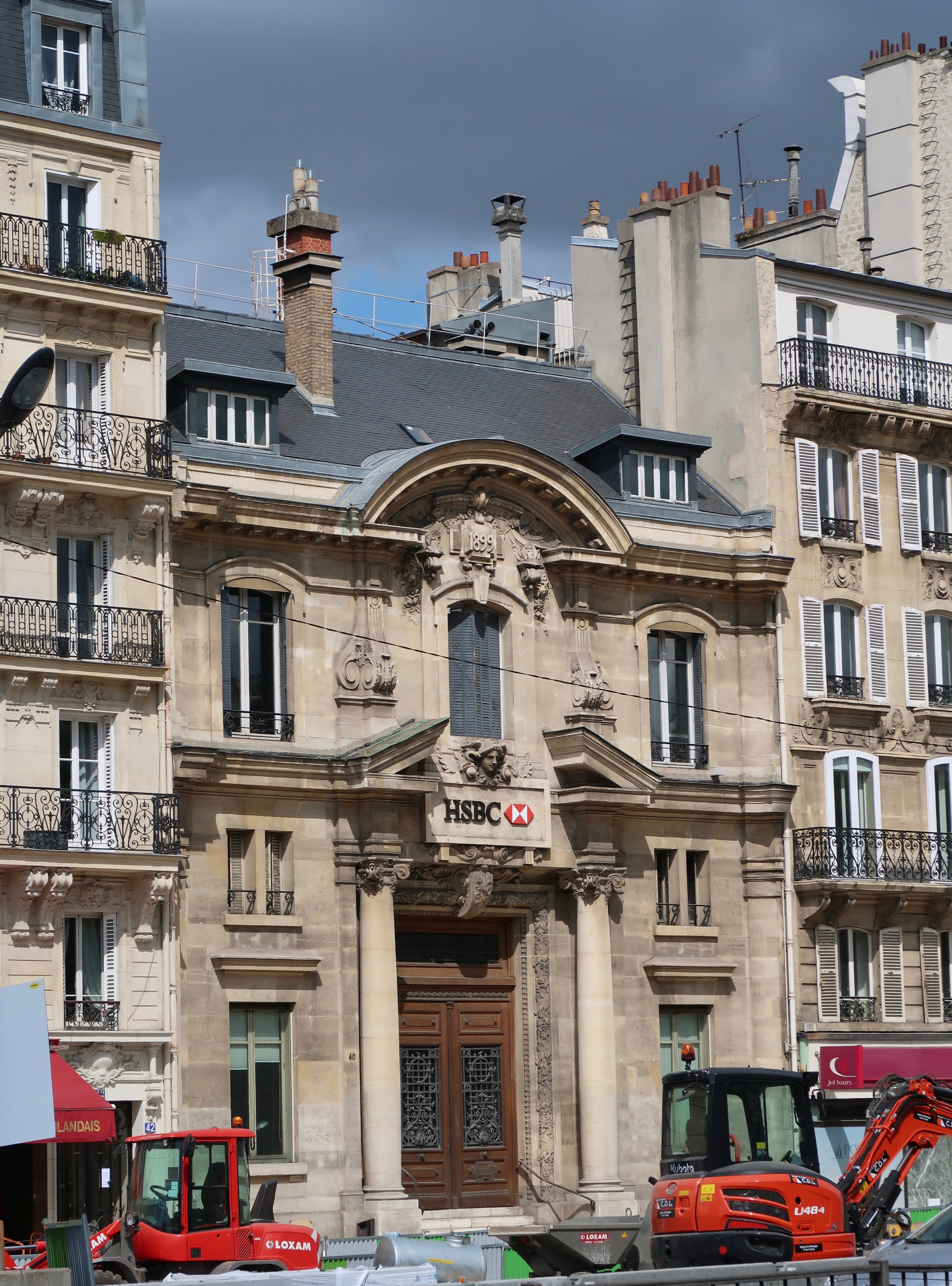
No 40.
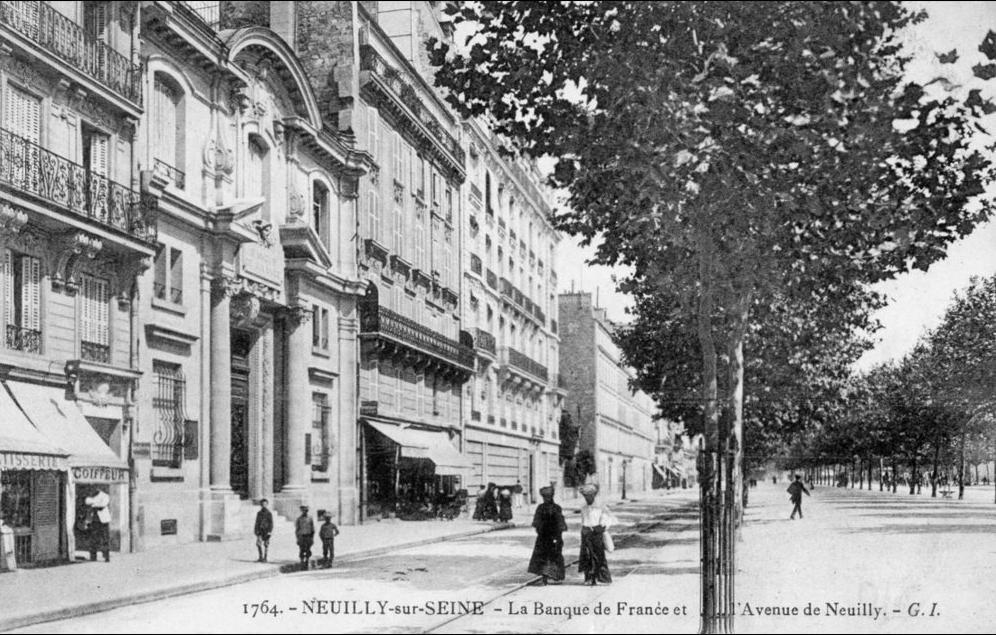
Même numéro, sur une carte postale ancienne.
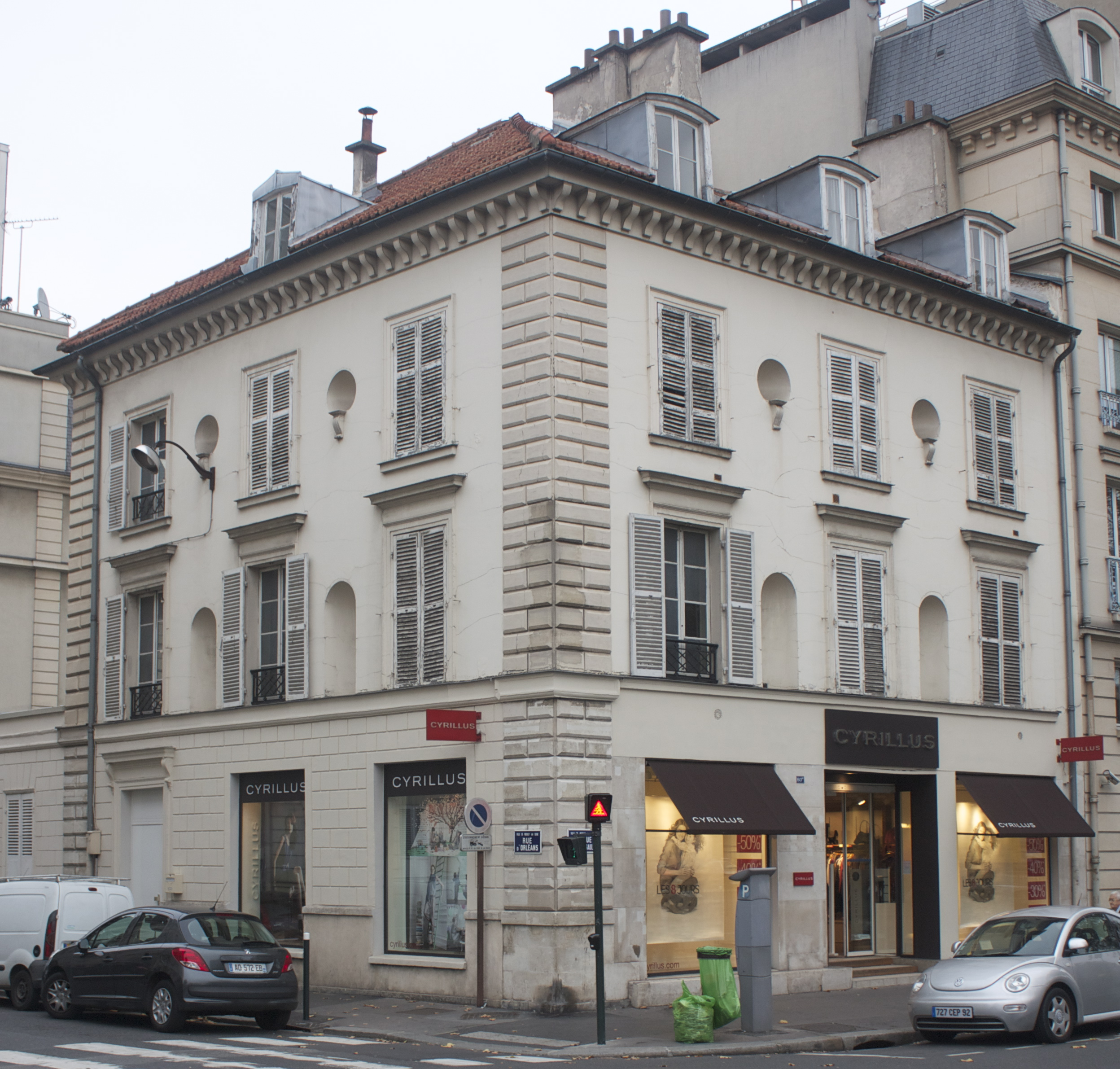
Immeuble au 60 bis, classé monument historique.
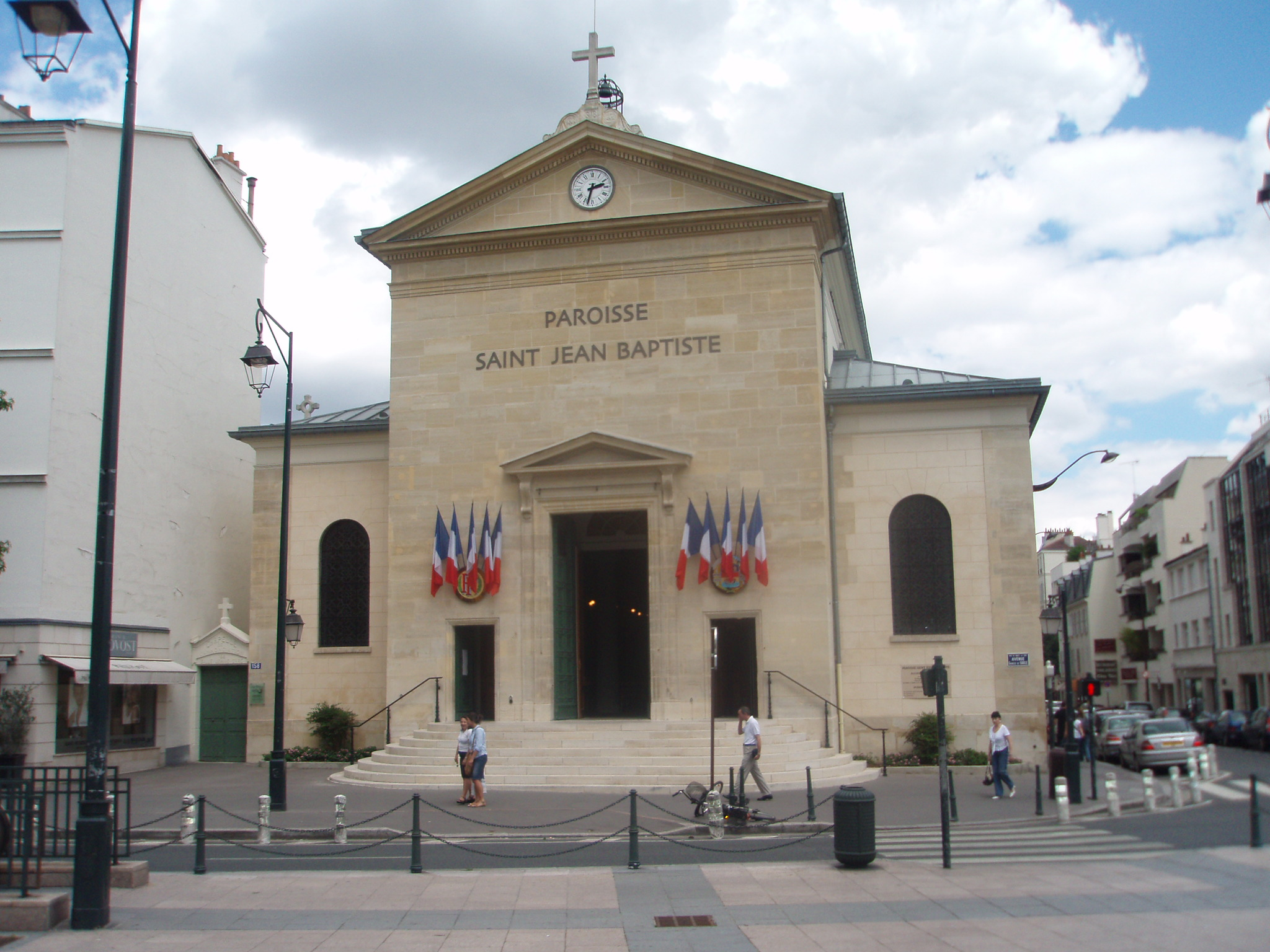
Église Saint-Jean-Baptiste.
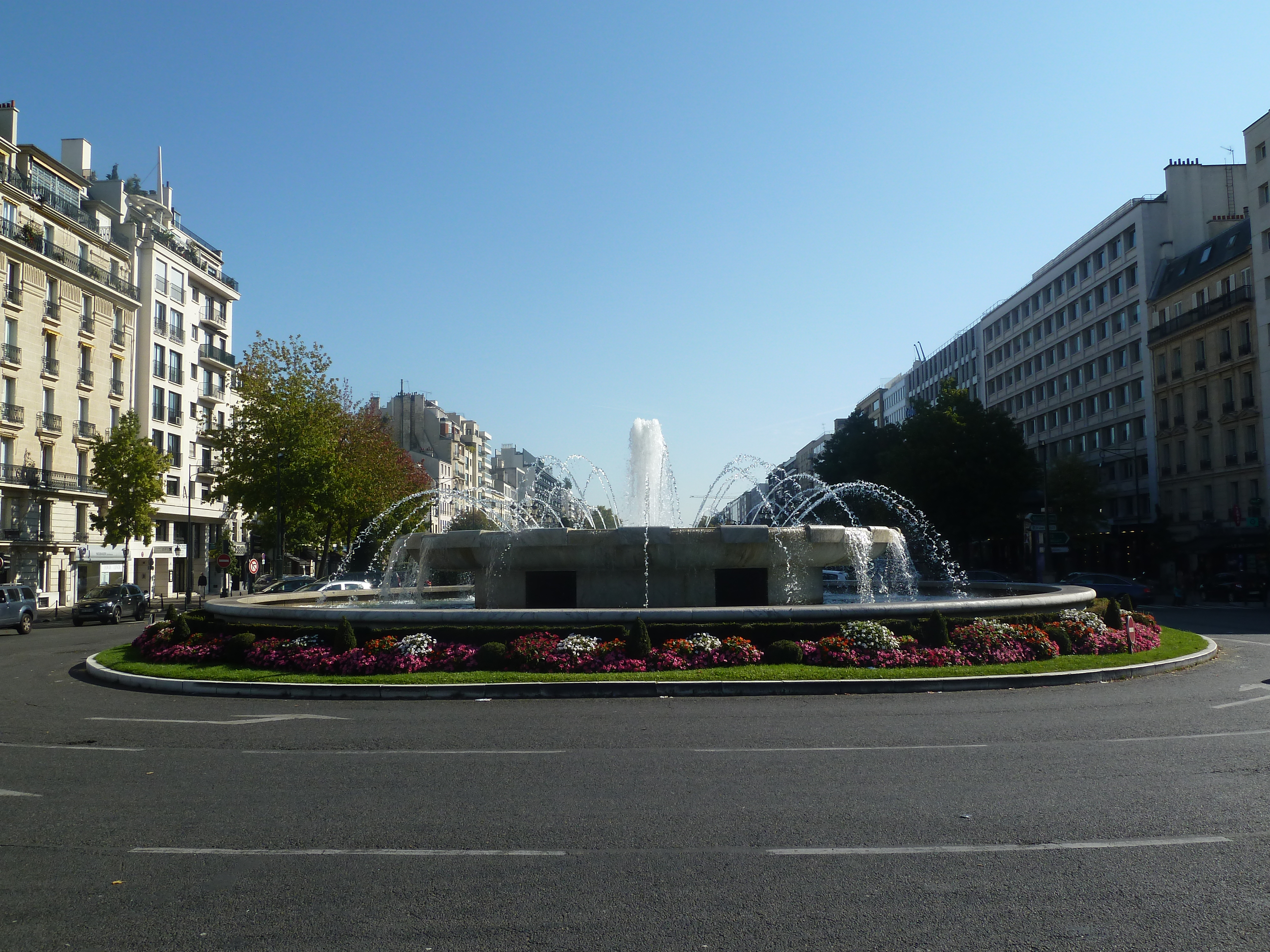
Fontaine au carrefour de l'avenue Charles de Gaulle et l'avenue de Madrid (2011).
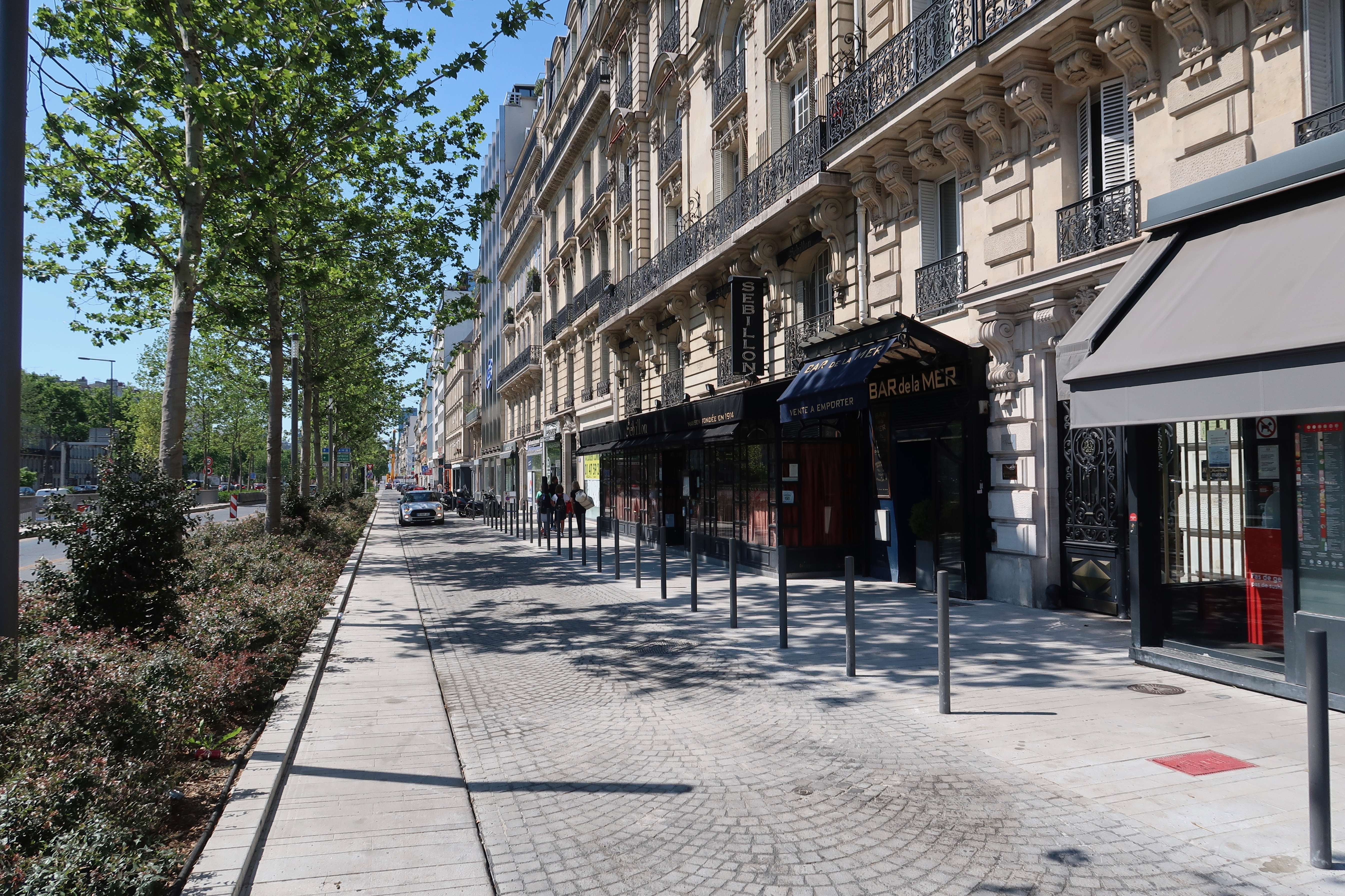
Contre-allée (2020).